# Stéphane Djouzi
Stéphane Djouzi est un arbitre français de football né le 2 septembre 1969 à Nice. Il est arbitre Fédéral F2 et licencié pour la Ligue de Méditerranée.
Il officie notamment pour des rencontres de Ligue 2.
| Saison    | Compétitions      | Nbre de matchs | Cartons jaunes | Cartons rouges |
| --------- | ----------------- | -------------- | -------------- | -------------- |
| 2007-2008 | Ligue 2           | 17             | 63             | 2              |
| 2007-2008 | Coupe de la Ligue | 1              | 7              | 1              |
| 2008-2009 | Ligue 2           | 13             | 47             | 2              |